# نبسکا
نبسکا (به بلغاری: Nebeska) یک منطقهٔ مسکونی در بلغارستان است که در شهرستان چرنوچن واقع شده‌است.
 نبسکا ۵٫۰۹۹ کیلومتر مربع مساحت و ۲۴ نفر جمعیت دارد.